# Kiukaiskulturen
Kiukaiskulturen är en kulturgrupp i Finland från yngre stenåldern som erhållit sitt namn efter ett stort antal boplatser i Kiukais i n. Eura i Satakunta. Kulturen som huvudsakligen är koncentrerad till Finland kusttrakterfrån Hälsinfors till Södra Österbotten, men har även satts i samband med fynd på Gotland, Åland och i Hälsingland (se nedan om Hedningahällan). Kiukaiskulturen är Finlands senneolitiska kultur och kan dateras till cirka 2400 - 1500 f.Kr. I sitt ursprung uppfattas kulturen som en sammansmältning av stridsyxekultur och kamkeramiska kulturen.
Kiukaiskulturen är orienterad  mot havet och hade kontakter andra kulturer runt Östersjön, vilket visas av importerade flintdolkar och skäror. Vid denna tid började de västliga kontakter som präglar den efterföljande bronsåldern. Rika fynd har hittats i Mynt i Esbo, Kärsämäki i S:t Marie och Raineåsen i Pörtom. Boplatsernas läge antyder, att man förutom fångst utnyttjat strandängarna till betesmarker.

## Ekonomi
Fångstekonomin var fortsatt viktigast och fisket kompletterades med säljakt. Boplatserna var kustbundna och benfynden på boplatserna domineras av ben av säl. Man har gjort fynd av stora nät som har daterats till cirka 1900 f.Kr. Näten har inte bara använts för fiske utan också för sälfångst.  
Pollenanalytiska undersökningar visar dock, att också jordbruket gjort sitt intåg. Jordbruket var ännu bara en binäring. Det har hittats skäror av flinta. malstenar och en typ av smaleggade yxor man tror har använts som hackor. Krummejslar som var vanliga i kamkeramisk kultur fortsatte att användas och enkla skafthålsyxor. Annars var nog skafthålsyxor ofta vapen och inte arbetsredskap. Skafthålsyxorna är av skandinavisk typ och ibland importerad och spred sig över Finland från söder eller sydost. 

## Keramik
Keramiken karakteriseras av flatbottnade kärl med tvärsnoddsornamentik, gropar och kamornament i varierande kombination. Dekoren liknar kamkeramik men dekoren finns bara på kärlets övre delar vilket påminner om stridsyxkulturens keramik. Textilkeramik är också vanligt förekommande vilket på influenser från öst. Kulturen verkar ha lite kontakt med de som bodde i inlandet men utbyte av mejslar med Karelen har förekommit. 

## Hedningahällan
På Hedningahällan i Hudiksvalls kommun finns en stenåldersboplats på en hög klippa. Platsen var under sen stenålder en ö vid kusten. Fynd av yxor av flera typer och keramik också av flera slag har hittats på platsen. Boplatsen är daterad till senneolitisk tid. Holger Arbman antog att keramiken var finsk Kiukaiskeramik,  men liksom annan samtida keramik på den norrländska kusten, kan den vara en lokal, inhemsk keramik. Benfynden visar att platsen var en jaktstation för säljägare. Hedningahällan undersöktes senast 1984.